# 广西医科大学
广西医科大学是中国广西南宁市的一所全日制本科公办省属普通高等学校，以医学类专业为特色。

## 历史
1934年11月21日，广西省立医学院在南宁市创建。1940年校址迁至桂林。 1949年11月，改名为广西省医学院。
1953年4月，改称广西医学院。1954年7月，由桂林迁回南宁市现址至今。1996年5月，更名为广西医科大学。

## 校园
校园总面积400000平方米。学校东面的广西医科大学一附院是广西最大的医院。

## 课程
以五年制临床医学本科课程为主。为首批教育部批准的使用全英文授课，并可颁发MBBS学位给留学生的医学院校。

## 姐妹校

### 亚洲
- 马来西亚
  - 拉曼大学